# Санкт-Марайн-бай-Ноймаркт
Санкт-Марайн-бай-Ноймаркт (нем. Sankt Marein bei Neumarkt) — коммуна (нем. Gemeinde) в Австрии, в федеральной земле Штирия. 
Входит в состав округа Мурау.  Население составляет 1015 человек (на 31 декабря 2005 года). Занимает площадь 54,66 км². Официальный код  —  6 14 24.

## Политическая ситуация
Бургомистр коммуны — Николаус Крайнбухер (АНП) по результатам выборов 2005 года.
Совет представителей коммуны (нем. Gemeinderat) состоит из 15 мест.
- АНП занимает 10 мест.
- СДПА занимает 3 места.
- АПС занимает 2 места.